# Weißenbach an der Enns
Weißenbach an der Enns là một xã cũ thuộc huyện Liezen bang Steiermark, nước Áo. Đô thị Weißenbach an der Enns có diện tích 35,82 km², dân số thời điểm cuối năm 2008 là 550 người.